# Schlacht von Cabra
Die Schlacht von Cabra entschied im Jahre 1079 einen militärischen Konflikt zwischen den Taifa-Emiraten von Sevilla und Granada. Sie fand in der Nähe des Grenzortes Egabro oder Igabrum (heute Cabra) im Süden der heutigen spanischen Provinz Córdoba statt. Die Schlacht endete mit einem Sieg Sevillas.
An dem Gefecht waren auf beiden Seiten Ritter aus dem Königreich Kastilien beteiligt, die sich zu dieser Zeit an den Höfen der beiden Kontrahenten, des maurischen Abbadiden Muhammad al-Mutamid von Sevilla und des berberischen Ziriden Abdallah ibn Buluggin von Granada, aufhielten, um für ihren König Tribute einzuheben.
So führte Rodrigo Díaz, später bekannt als El Cid, die Truppen von Sevilla, während die Berber von Graf García Ordóñez unterstützt wurden. Im Verlauf der für Sevilla siegreichen Schlacht gelang es dem Cid, García Ordóñez in peinlicher Weise gefangen zu nehmen, der Legende nach schnitt er ihm als demütigende Geste den Bart ab. Vermutlich waren beide bereits vor dieser Begebenheit interne Widersacher am kastilischen Hof gewesen, jedenfalls begründete dieser Vorfall eine lange Feindschaft zwischen García und dem Cid.
Wahrscheinlich aufgrund seiner Teilnahme an dieser Auseinandersetzung fiel der Cid bei König Alfons VI. von Kastilien in Ungnade und wurde wenig später verbannt.